# ويبقى الحب (فلم)
ويبقى الحب  فيلم دراما للمخرج يوسف شرف الدين عام 1987 عن قصة إبراهيم حسن  وكتب السيناريو والحوار الدكتور رفيق الصبان. الفيلم من بطولة فريد شوقي، سهير رمزي، فؤاد بخش (أول بطولة للممثل السعودي فؤاد بخش)، إجلال زكي، محمد خيري، ومحمد بخش  وتدور الأحداث حول الشاب السعودي حديث التخرج الذي يتزوج شابة مصرية بعد فشل زواجها الأول، وعندما تلد طفلها تنسى حياتها الزوجية وتأخذ في تدليل الصغير الذي تصدمه سيارة والده، دون قصد، ويسجن شاب برئ بدلاً منه ولا تستقيم الحياة بين الزوجين إلا بعد الاعتراف بالحقيقة.
صدر الفيلم إلى دور العرض المصرية في 31 أغسطس 1987.
منح موقع قاعدة بيانات الأفلام العربية "السينما.كوم" الفيلم درجة 6.8/ 10.

## طاقم التمثيل
فريد شوقي: في دور شوقي عبد الجليل (المحامي)
سهير رمزي: في دور منى شوفي عبد الجليل (ابنة المحامي)
فؤاد بخش: في دور فؤاد (شاب سعودي متخرج بكلية الزراعة المصرية)
إجلال زكي: في دور حنان (صديقة منى)
محمد خيري: في دور عادل (زوج حنان وشريك فؤاد)
محمد بخش: في دور والد فؤاد
مريم فخر الدين: في دور والدة منى
كوثر رمزي: في دور والدة فؤاد
بالاشتراك مع: فتحية شاهين – خالد خطاب – يوسف العسال – محمود جليفون – عبد الباري الباني.

## الموسيقى والأغاني
مختار السيد (الموسيقى التصويرية)
أغنية الفرح السعودي غناء طلال سلامة 

## أحداث الفيلم
تخرج المستثمر السعودى فؤاد (فؤاد بخش) بكلية الزراعة بالقاهرة وأراد استثمار أمواله في مزرعة بمصر بمشاركة صديقه المصري عادل (محمد خيري) وقادتهم حنان (إجلال زكي) زوجة عادل للمحامي شوقي عبد الجليل (فريد شوقي) والد صديقتها منى (سهير رمزي) ليقوم بالإجراءات القانونية لمشروعهم الاستثمارى. من خلال علاقة العمل بالمحامي شوقي، تعرف فؤاد على ابنته منى، التي لفتت نظره، بإحساسها المرهف وعواطفها الرقيقة، فأحبها وأقنع أهله بالسعودية بأن يتزوج من مصرية. كان لمنى تجربة زواج فاشلة، فلم توافق بسهولة، كما أنها من أسرة ثرية وليست في حاجة لأموال فؤاد، ولكنها وافقت بعد أن تأكدت من حب فؤاد لها وحبها له. تزوج فؤاد من منى وصحبها لتعيش مع والده (محمد بخش) ووالدته (كوثر رمزى) في جدة.
ضغطت أسرة فؤاد على منى لتأخرإنجابها، فعادت لمصر للعرض على الأطباء المصريين، الذين قرروا أنه تحتاج فقط للوقت، وصبر الزوجان حتى وهبهم الله طفلا بعد عامين، كان بالنسبة لمنى هو كل شئ في حياتها، ونسيت حبها وزوجها واهملته، ودللت طفلها حتى كادت أن تفسده، مما سبب لزوجها كثير من المشاكل، وطالبه الجميع بالصبر عليها. ولما بدأت منى في إهمال واجباتها الإجتماعية، خصوصا وزوجها محتاج للعلاقات في عمله بحضور حفلات الاستقبال وما إلى ذلك، بينما هي متفرغة تماماً لإبنها حمادة. كثرت المشادات بينهم، وفي إحداها خرج فؤاد ثائرا وركب سيارته على عجل، وأثناء تحركه للخلف، دون أن يرى ولده خلف السيارة، فصدمه ونقل للمستشفى حيث لفظ أنفاسه بها. أصيبت منى بصدمة شديدة، ولكنها لم تصارح أحدا بأن فؤاد هو الذي صدم حمادة. عندما افاقت من صدمتها، طلبت من فؤاد مغادرة مصر والعودة لجدة حتى تتاح لهما الفرصة لمراجعة مواقفهم، بعد أن ساءت العلاقة بينهم. لكن الجد لم يصمت، بل بحث عن السيارة التي صدمت حفيده، حتى عثر على شاب اعتاد قيادة سيارة والده بسرعة كبيرة ويقيم بنفس شارع منزل ابنته، فشك فيه وجمع تحرياته وبعض الشهود واستغل القبض على الشاب بسبب عدم وجود رخصة قيادة معه، وقدمه للمحاكمة، وتسبب في سجنه 5 سنوات، وحينما علمت منى بما حدث، أضطرت أن تبلغ والدها بالحقيقة. قام شوقي بإبلاغ فؤاد بأنه علم الحقيقة وطلب منه الحضور لإنقاذ الشاب البرئ، كما قام باستئناف الحكم لصالح الشاب. حضر فؤاد لمصر للإعتراف بالحادث العارض، وأيقنت منى أن كل شئ بأمر الله وعادت لزوجها راضية، فما زال الحب باقيا.

## وصلات خارجية
- ويبقى الحب على موقع IMDb (الإنجليزية)
- ويبقى الحب على موقع قاعدة بيانات الأفلام العربية
- ويبقى الحب على موقع قاعدة بيانات الفيلم (الإنجليزية)
- ويبقى الحب على موقع ليتربوكسد (الإنجليزية)
- ويبقى الحب على موقع كينوبويسك (الروسية)
- ويبقى الحب على موقع الدهليز
- ويبقى الحب على موقع كاروهات

https://ru.kinorium.com/2375747/ ويبقى الحب (فلم)